# Ami du monde
Pour plus de détails, voir Fiche technique et Distribution.
Ami du monde (Friend of the World) est un film américain réalisé par Brian Patrick Butler, sorti en 2020.

## Synopsis
Dans un monde post-apocalyptique, un général guide un réalisateur dans son bunker.

## Fiche technique
- Titre : Ami du monde
- Titre original : Friend of the World
- Réalisation : Brian Patrick Butler
- Scénario : Brian Patrick Butler
- Photographie : Ray Gallardo
- Montage : Brian Patrick Butler
- Production : Brian Patrick Butler
- Société de production : Charybdis Pictures et Gray Area Multimedia
- Pays :  États-Unis
- Genre : Comédie noire, science-fiction et thriller
- Durée : 50 minutes
- Dates de sortie : 
  - États-Unis : 15 août 2020 (Oceanside International Film Festival)
  - Internet : 14 juin 2021

## Distribution
- Nick Young : Gore
- Alexandra Slade : Diane
- Michael C. Burgess : Berenger
- Kathryn Schott : Eva
- Kevin Smith : l'homme maigre
- Luke Anthony Pensabene : Ferguson / Guard
- Neil Raymond Ricco : Ignacio (voix)
- Marianna Pinto : la femme morte

## Accueil
Karla Peterson pour The San Diego Union-Tribune a décrit le film comme « un voyage tordu et hallucinant ».